# Nigâr Hanım
Nigâr Hanım  (نگار خانم) , född 1856, död 1 april 1918, var en osmansk poet. Hon är en betydande person inom sin samtids osmanska poesi. Hon var en viktig person inom tanzimats reformera, då hon förespråkade västerländsk modern klädsel framför den traditionella slöjan. Hon publicerade även sina memoarer, och var aktiv som pjäsförfattare. 